# Escapism.
 (avril 2024).
La mise en forme du texte ne suit pas les recommandations de Wikipédia : il faut le « wikifier ».
Les points d'amélioration suivants sont les cas les plus fréquents :
- Les titres sont pré-formatés par le logiciel. Ils ne sont ni en capitales, ni en gras.
- Le texte ne doit pas être écrit en capitales (les noms de famille non plus), ni en gras, ni en italique, ni en « petit »…
- Le gras n'est utilisé que pour surligner le titre de l'article dans l'introduction, une seule fois.
- L'italique est rarement utilisé : mots en langue étrangère, titres d'œuvres, noms de bateaux, etc.
- Les citations ne sont pas en italique mais en corps de texte normal. Elles sont entourées par des guillemets français : « et ».
- Les listes à puces sont à éviter, des paragraphes rédigés étant largement préférés. Les tableaux sont à réserver à la présentation de données structurées (résultats, etc.).
- Les appels de note de bas de page (petits chiffres en exposant, introduits par l'outil «  Source ») sont à placer entre la fin de phrase et le point final[comme ça].
- Les liens internes (vers d'autres articles de Wikipédia) sont à choisir avec parcimonie. Créez des liens vers des articles approfondissant le sujet. Les termes génériques sans rapport avec le sujet sont à éviter, ainsi que les répétitions de liens vers un même terme.
- Les liens externes sont à placer uniquement dans une section « Liens externes », à la fin de l'article. Ces liens sont à choisir avec parcimonie suivant les règles définies. Si un lien sert de source à l'article, son insertion dans le texte est à faire par les notes de bas de page.
- La présentation des références doit suivre les conventions bibliographiques. Il est recommandé d'utiliser les modèles {{Ouvrage}}, {{Chapitre}}, {{Article}}, {{Lien web}} et/ou {{Bibliographie}}. Le mode d'édition visuel peut mettre en forme automatiquement les références.
- Insérer une infobox (cadre d'informations à droite) n'est pas obligatoire pour parachever la mise en page.

Pour une aide détaillée, merci de consulter Aide:Wikification.
Si vous pensez que ces points ont été résolus, vous pouvez retirer ce bandeau et améliorer la mise en forme d'un autre article.
Singles de Raye
Black Mascara
(2022) Ice Cream Man
(2023)
Escapism. est une chanson interprétée par la chanteuse et compositrice britannique Raye, en collaboration avec la rappeuse américaine 070 Shake. Elle a été publiée le 12 octobre 2022 en tant que troisième single de son premier album intitulé My 21st Century Blues (sorti en 2023), en double face A avec The Thrill Is Gone. La chanson a été coécrite par Raye, 070 Shake et Mike Sabath, ce dernier étant également responsable de la production. Escapism. est décrite comme une chanson uptempo mêlant R&B, electropop et hip hop, abordant dans ses paroles le thème de l'évasion de la réalité et de la gestion d'un chagrin d'amour.
Escapism. remporte le prix de la chanson de l'année lors des Brit Awards 2024.

## Classements hebdomadaires
| Classement (2022-2024)                  | Meilleure place |
| --------------------------------------- | --------------- |
| Allemagne (GfK Entertainment)           | 3               |
| Australie (ARIA)                        | 3               |
| Autriche (Ö3 Austria Top 40)            | 4               |
| Belgique (Flandre Ultratop 50 Singles)  | 18              |
| Belgique (Wallonie Ultratop 50 Singles) | 26              |
| Canada (Canadian Hot 100)               | 9               |
| Danemark (Tracklisten)                  | 1               |
| États-Unis (Billboard Hot 100)          | 22              |
| Finlande (Suomen virallinen lista)      | 3               |
| France (SNEP)                           | 35              |
| Irlande (Irish Singles Chart)           | 1               |
| Italie (FIMI)                           | 59              |
| Norvège (VG-lista)                      | 4               |
| Nouvelle-Zélande (RMNZ)                 | 2               |
| Pays-Bas (Single Top 100)               | 4               |
| Portugal (AFP)                          | 10              |
| Royaume-Uni (UK Singles Chart)          | 1               |
| Suède (Sverigetopplistan)               | 4               |
| Suisse (Schweizer Hitparade)            | 6               |

## Certifications
| Région                                                                     | Certification | Ventes/Streams |
| -------------------------------------------------------------------------- | ------------- | -------------- |
| Australie (ARIA)                                                           | 3 × Platine   | 70 000^        |
| Autriche (IFPI)                                                            | Platine       | 30 000x        |
| Canada (Music Canada)                                                      | Platine       | 10 000^        |
| France (SNEP)                                                              | Or            | 150 000*       |
| Italie (FIMI)                                                              | Or            | 50 000‡        |
| Nouvelle-Zélande (RMNZ)                                                    | Platine       | 15 000*        |
| Norvège (IFPI)                                                             | 2 × Platine   | 10 000*        |
| Portugal (AFP)                                                             | 2 × Platine   | 20 000x        |
| Espagne (PME)                                                              | Or            | 30 000^        |
| Royaume-Uni (BPI)                                                          | 2 × Platine   | 1 200 000‡     |
| États-Unis (RIAA)                                                          | Platine       | 1 000 000^     |
| xNon précisé par la certification ‡ventes/streaming selon la certification |               |                |

| Région                                                                     | Certification | Ventes/Streams |
| -------------------------------------------------------------------------- | ------------- | -------------- |
| Grèce (IFPI)                                                               | 2 × Platine   | 4 000 000^     |
| Suède (GLF)                                                                | Platine       | 8 000 000x     |
| xNon précisé par la certification ‡ventes/streaming selon la certification |               |                |